# Naeviopsis saticis
Naeviopsis saticis är en svampart som beskrevs av B. Hein 1976. Naeviopsis saticis ingår i släktet Naeviopsis, ordningen disksvampar, klassen Leotiomycetes, divisionen sporsäcksvampar och riket svampar.   Inga underarter finns listade i Catalogue of Life.